# Verwaltungsgemeinschaft Uder
De Verwaltungsgemeinschaft Uder is een gemeentelijk samenwerkingsverband van 13 gemeenten in de Landkreis Eichsfeld in de Duitse deelstaat Thüringen. Het bestuurscentrum bevindt zich in Uder.

## Deelnemende gemeenten
De volgende gemeenten maken deel uit van de Verwaltungsgemeinschaft:
- Asbach-Sickenberg
- Birkenfelde
- Dietzenrode-Vatterode
- Eichstruth
- Lenterode
- Lutter
- Mackenrode
- Röhrig
- Schönhagen
- Steinheuterode
- Thalwenden
- Uder
- Wüstheuterode